# Andrzej Wapowski
Andrzej Wapowski herbu Nieczuja (ur. około 1530, zm. 23 lutego 1574) – kasztelan przemyski w latach 1570–1574, podkomorzy sanocki w latach 1566-1569, stolnik sanocki w latach 1557-1566, dworzanin królewski w 1552 roku.
Syn Piotra Wapowskiego i Beaty Tęczyńskiej.
Dziedzic dóbr Wapowce na Pogórzu Przemyskim, w dolinie Sanu. Poślubił Katarzynę Maciejowską, córkę Stanisława Maciejowskiego, starosty zawichojskiego. Miał syna Jana Stanisława (zm. 1632), który w 1580 ożenił się z Katarzyną Kostczanką, herbu Dąbrowa. W 1573 potwierdził elekcję Henryka III Walezego na króla Polski.
Poseł na sejm warszawski 1563/1564 roku z ziemi sanockiej.
Był uczestnikiem zjazdu w Knyszynie 31 sierpnia 1572 roku. W 1574, w czasie uroczystości koronacyjnych Henryka Walezego na Wawelu, doszło do walki pomiędzy Samuelem Zborowskim i Karwatem, sługą Jana Tęczyńskiego, kasztelana wojnickiego. Pragnąc ratować powagę chwili, próbę rozdzielenia walczących podjął Andrzej Wapowski. Zdenerwowany interwencją Samuel Zborowski uderzył Wapowskiego czekanem w głowę, wskutek czego tenże zmarł. Morderca Wapowskiego został przez króla skazany na banicję.